# 菲恰爾
菲恰爾（挪威語：Fitjar）是挪威韦斯特兰郡的市鎮，位於該國西南部，面積142.8平方公里，每年平均降雨量1,610毫米，鎮上的教堂建於1867年，2012年人口2,944。

## 外部連結
- Municipal fact sheet from Statistics Norway